# 체스 올림피아드

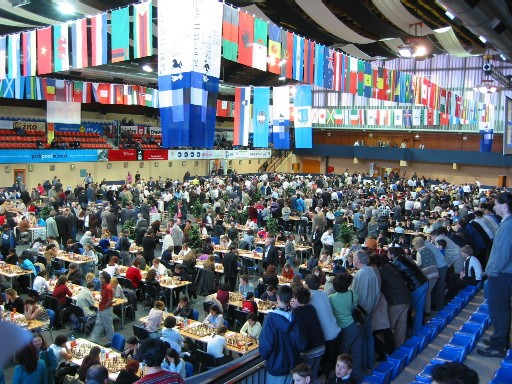
2002년 체스 올림피아드의 모습

체스 올림피아드(Chess Olympiad)는 1927년부터 국제 체스 연맹(FIDE)이 개최하는 세계 체스 대회이다. 1950년부터 2년마다 열리고 있으나 코로나19 범유행의 영향으로 2020년과 2021년은 FIDE가 온라인으로 레피드 경기를 통해 진행했다. 마지막으로 열린 대회는 2024년 헝가리 부다페스트에서 열린 제45회 체스 올림피아드이다.
"체스 올림피아드"라는 단어는 역사적으로 올림픽과 같은 시기에 열려 "체스 올림픽"이라고 부르며 올림픽에 영향을 받았지만, 실질적으로 올림픽과 큰 연관은 없다.

## 역사
"체스 올림픽"이라고 명명한 최초의 비공식 대회는 1924년 프랑스 파리에서 열렸으며 같은 해 파리에서 열린 1924년 하계 올림픽과 같은 시기에 진행되었다. 제1회 비공식 체스 올림피아드 대회는 공식적으로 올림픽 경기에 속해 있지 않았고 우승자에게 공식 올림픽 메달도 수여되지 않았지만 올림픽의 규칙이 적용되었다. 하계 올림픽 주최 측은 체스를 '스포츠'가 맞다고 정의했으나 아마추어만 참가할 수 있도록 규정을 세워야 한다고 요구했는데 체스계에서는 아마추어와 프로의 경계를 정하기 매우 어려웠기 때문에 문제가 되었다. 체스 올림피아드 최초의 공식 대회는 1927년 영국 런던에서 열렸다. 1950년까지 올림피아드 대회는 불규칙한 간격으로 열렸다 이후 1950년부터 격년마다 열리기로 굳어졌다.
최초의 여성 체스 올림피아드는 1957년 네덜란드 에먼에서 열렸다. 1976년부터는 여성 부문이 체스 올림피아드 오픈 부문과 동시에 개최되기 시작했다. 체스 올림피아드에서 가장 금메달을 많이 획득한 국가는 구 소련으로 총 18개의 금메달을 획득했다.
|  |  |

## 경기 방법
FIDE가 인정하는 각 체스 연맹은 올림피아드에 한 팀 씩을 출전할 수 있다. 각 팀은 최대 5명의 선수로 4명의 정규 선수와 1명의 예비 선수로 구성된다. 2008년 드레스덴 대회 이전까지는 예비 선수가 최대 2명까지 가능했으나 이후 1명으로 줄어들었다.
올림피아드가 열린 초기에는 각 팀이 다른 모든 팀을 상대하며 경기했지만 수 년이 지나며 대회가 커지면서 이런 방식이 불가능해졌다. 처음에는 대회 전에 팀 시드 배정이 이루어졌고 이 팀은 시드를 받은 조 안에서 예선전을 한 후 결승전을 치렀다. 이후 시드 배정 방식에 대한 문제점이 지적되며 1976년부터 스위스식 토너먼트 방식을 채택했다. 2008년부터는 순위 결정의 최우선 기준을 각 보드별 승점이 아닌 전체 라운드의 승점으로 바꾸었다. 즉 그 라운드의 경기 승리 시 2점, 무승부 시 1점, 패배 시 0점을 받는 체계이다.
모든 게임의 시간 제한은 첫 40수까지 90분이며 40수째에 30분이 추가로 주어지며 첫 수부터 한 수를 둘때마다 30초가 늘어난다. 양 선수는 언제든지 합의 무승부를 제안할 수 있다. 총 11라운드가 진행되며 모든 팀이 매 라운드마다 짝을 이뤄 경기한다.
각 라운드에서 각 팀의 선수 4명이 다른 팀의 선수 4명과 대결하며, 각 팀에는 라운드 사이에 교체할 수 있는 예비 선수 1명을 둘 수 있다. 4개 게임은 번갈아 가며 색이 바뀌어 있는 4개 보드에서 동시에 진행되며 승리하면 게임 포인트 1점, 무승부할 경우 게임 포인트 ½를 얻는다. 각 게임의 점수를 합산해 그 라운드에서 승리한 팀을 결정한다. 한 라운드에 승리하면 게임 포인트의 차이에 관계 없이 2점의 매치 포인트를 획득하며, 무승부일 경우 1점의 매치 포인트를 얻는다. 각 팀은 매치 포인트를 기준으로 전체 순위가 정해진다. 전체 순위가 동점인 경우 타이브레이커는 첫째로 소네본-베르거 점수 체계를 적용하고 그 다음으로 득점한 총 게임 포인트, 셋째로 가장 낮은 점수를 제외한 상대방의 매치 포인트 합계로 결정된다.

## 전체 팀 랭킹
이 표에는 체스 올림피아드(온라인 및 비공식 대회 제외)에서 얻은 국가별 획득한 메달에 따른 순위이며 1위 메달 수를 우선으로, 이후 동점국이 있을 경우 각각 2위 메달, 3위 메달 갯수 순으로 정렬했다.
| 순위        | 나라                  | 금 | 은 | 동 | 합계 |
| ----------- | --------------------- | -- | -- | -- | ---- |
| 1           | 소련                  | 18 | 1  | 0  | 19   |
| 2           | 미국                  | 6  | 7  | 8  | 21   |
| 3           | 러시아                | 6  | 3  | 3  | 12   |
| 4           | 헝가리                | 3  | 7  | 2  | 12   |
| 5           | 아르메니아            | 3  | 1  | 3  | 7    |
| 6           | 우크라이나            | 2  | 2  | 3  | 7    |
| 7           | 중국                  | 2  | 1  | 0  | 3    |
| 8           | 유고슬라비아          | 1  | 6  | 6  | 13   |
| 9           | 폴란드                | 1  | 2  | 3  | 6    |
| 10          | 독일                  | 1  | 1  | 1  | 3    |
| 10          | 우즈베키스탄          | 1  | 1  | 1  | 3    |
| 12          | 인도                  | 1  | 0  | 2  | 3    |
| 13          | 잉글랜드              | 0  | 3  | 3  | 6    |
| 14          | 아르헨티나            | 0  | 3  | 2  | 5    |
| 15          | 체코슬로바키아        | 0  | 2  | 1  | 3    |
| 16          | 네덜란드              | 0  | 1  | 1  | 2    |
| 16          | 스웨덴                | 0  | 1  | 1  | 2    |
| 16          | 이스라엘              | 0  | 1  | 1  | 2    |
| 19          | 덴마크                | 0  | 1  | 0  | 1    |
| 19          | 보스니아 헤르체고비나 | 0  | 1  | 0  | 1    |
| 21          | 서독                  | 0  | 0  | 2  | 2    |
| 22          | 불가리아              | 0  | 0  | 1  | 1    |
| 22          | 에스토니아            | 0  | 0  | 1  | 1    |
| 합계 (23개) | 합계 (23개)           | 45 | 45 | 45 | 135  |

## 같이 보기
- 서신 체스 올림피아드
- 유럽 체스 클럽컵
- 유럽 팀 체스 선수권 대회
- 마인드 스포츠 조직
- 소련과 러시아 대 나머지 세계 전체 체스 대결
- 여자 체스 올림피아드
- 세계 여자 체스 선수권 대회
- 세계 체스 선수권 대회
- 세계 마인드 스포츠 대회
- 세계 팀 체스 선수권 대회